# Cladochytrium salsuginosum
Cladochytrium salsuginosum är en svampart som beskrevs av A. Batko & Hassan 1988. Cladochytrium salsuginosum ingår i släktet Cladochytrium och familjen Cladochytriaceae.   Inga underarter finns listade i Catalogue of Life.